# 酒井玲
酒井 玲（さかい れい、8月9日 - ）は、日本の女性声優。INSPIONエージェンシー所属。神奈川県出身。ベネズエラ、チリ、ブラジルに日本で育った。

## 経歴
- 以前はウイットプロモーション、メディアフォース、ディーカラーに所属していた。

## 人物
- 南米から、日本語・スペイン語・ポルトガル語圏に暮らしていたトライリンガルと言われ、学生時代はインターナショナルスクールで学生生活を送っていたため英語も得意とする。その語学力とタレント性が買われ、声優でありながらもミュージシャン・ACE（聖飢魔IIの元・ギターリスト）とインターネットラジオ『J-POP Careful Selection』でコンビでパーソナリティを務めている。ラジオではrayrayというニックネーム。
- 2010年8月に、体調不良により活動を一時休止していた事と、声優活動の再開を自身のブログで発表した。その間に自身の初レギュラーとなる予定だったテレビアニメ『ジュエルペット てぃんくる☆』のサンゴ役が清水愛に交代した。

## 出演
太字はメインキャラクター。

### テレビアニメ
2008年
- しましまとらのしまじろう（お姉さん）

2009年
- ジュエルペット（サンゴ）
- スター・ウォーズ/クローン・ウォーズテレビシリーズ（ベティ＝ボットVJ、シスター）

2013年
- 私がモテないのはどう考えてもお前らが悪い!（無口美少女）

2022年
- Engage Kiss（緒方サユリ、アスモデウス）

2023年
- UniteUp!（女性）
- シャングリラ・フロンティア（2023年 - 2024年、ゲーム音声〈英語〉、ゲーム音声）

2024年
- 菜なれ花なれ（ラクロス部部長）

2025年
- ボールパークでつかまえて!（車掌）
- 雨と君と（エマ）

### 劇場アニメ
- かがみの孤城（2022年、フウカの母）

### OVA
- スクールランブル 三学期（2008年、空港アナウンス）
- ヘタリア The Beautiful World えくすとらでぃすく（2014年、プロイセン娘）

### Webアニメ
- ゆけ!小英くん（2012年、小英くんママ）

### ゲーム
- 純情ロマンチカ 〜恋のドキドキ大作戦〜（2008年）
- Starry☆Sky 〜After Winter〜（2011年）
- 俺の妹がこんなに可愛いわけがない。HappyenD（2013年）* コープスパーティー BLOOD DRIVE (2014年、クイーン)

### 吹き替え
- VS.PLAYAZ（リー・モニーク）
- ウェイバリー通りのウィザードたち ザ・ムービー※スペイン語指導も担当
- 家族の誕生（幼いギョンソク）
- glee/グリー（ステファニー）
- 最高の愛〜恋はドゥグンドゥグン〜（ミナ）
- ザ・サイレントウォー 〜戦場の絆〜（マジョリー）
- シェイムレス2 俺たちに恥はない
- スター・ウォーズ/クローン・ウォーズ
- セルラー・シンドローム
- タイタニック2012（ケイシー）
- CHUCK/チャック（スペイン人記者）
- チャーリー・シーンのハーパー★ボーイズ（クリスタル）
- デスクロウ（ダイアナ）
- ドリーム・ファミリー（パム）
- パラノーマル・アクティビティ2※スペイン語指導も担当
- ハロウィンII（マイケル）
- ファイアーボール（カメラ女）
- ヘザー・グラハム in おいしいオトコの作り方（シドニー）
- ワイヤー イン ザ ブラッド（アイシャ）
- ロイヤルファミリー（イム・ユニ）

### ボイスオーバー
- 現代の驚異
- ナショナルジオグラフィックチャンネル

### ラジオ
- ゆる蔵、うれしいね。+ワン!（代々木アニメーション学院在学中に出演）
- 青春ラヂオ 01ch 「いつも学祭」（ゲスト出演）
- RADIO deアニメ魂 -アシスタントパーソナリティ（ラジオ大阪）
- アニメ魂 こえっち 〜ろーど・とぅ・LAP〜 -パーソナリティ（ラジオ大阪）
- Galge.com内 ヴォイス オブ トレビアンLove 体育倉庫'5 -パーソナリティ（インターネットラジオ）
- SekaiOne Multimedia J-POP Careful Selection -パーソナリティ（インターネットラジオ）
- 桃井はるこの城の建設予定地はドコですか！？RADIO（ゲスト出演）

### テレビCM
- 小林製薬 糸ようじ（歯科助手役）
- 杉並区 交通事故防止スルンジャー（レッド役キャラクターボイス）

### 映画
- WHITE MEXICO
- Vシネマ　テレビでは放送できない怖い話“コックリさん”（岡本和美役）

### イベント
- 東京キャラクターショー（'05）
- キャラクター&ホビーショー（'05）
- アニメ魂 納涼祭 in 東京
- アニメ魂 納涼祭 in 大坂